# Mylès
Cet article possède un paronyme, voir Myles.
Dans la mythologie grecque, Mylès, fils de Lélex et de Cléocharie, succéda à son père comme roi de Sparte. Il passe parfois pour le père d'Eurotas.

## Source
- Pausanias, Description de la Grèce [détail des éditions] [lire en ligne] (III, 1, 1 ; III, 20, 3).